# بوابة أثينا أرتشيجيتيس

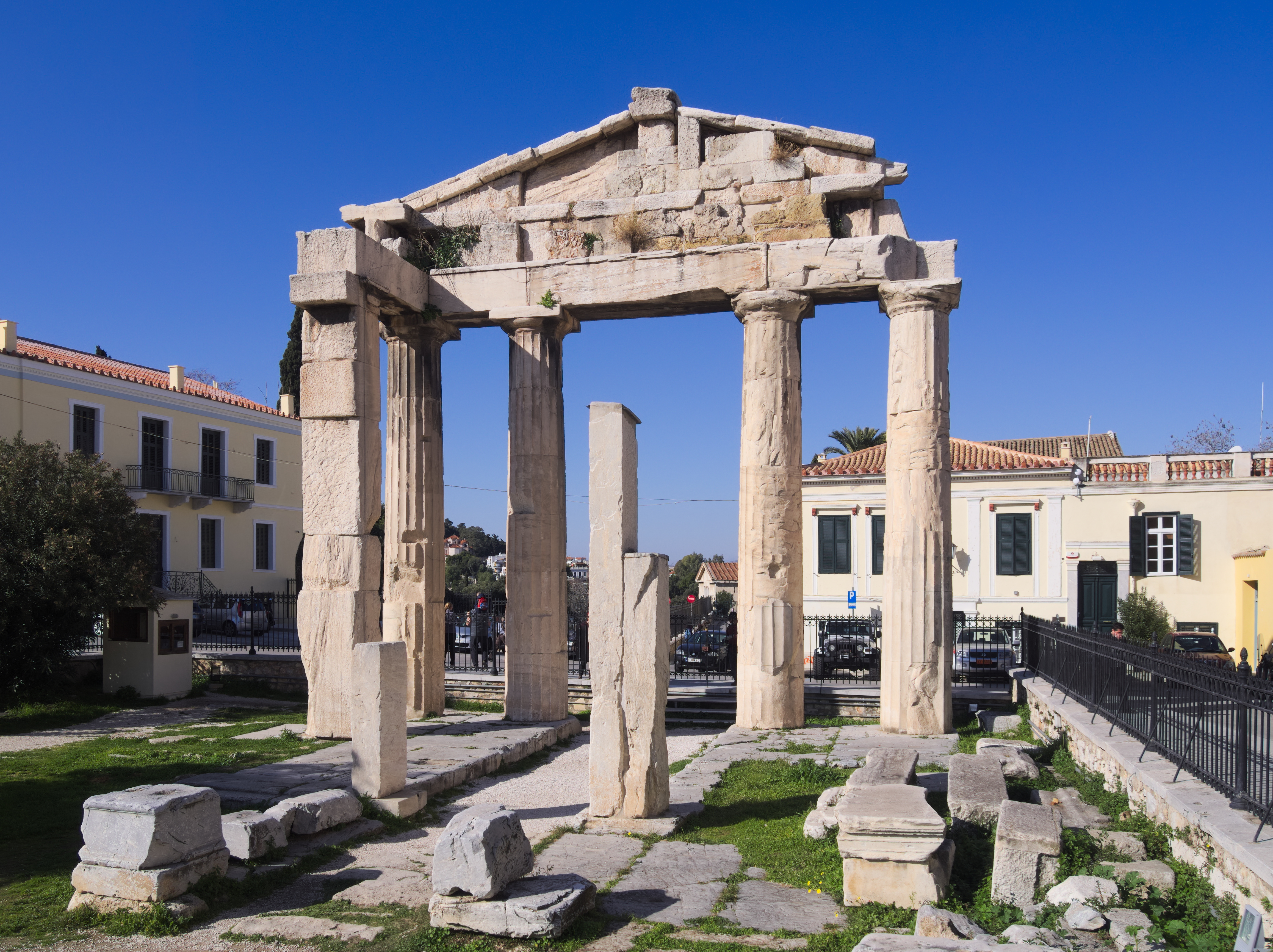

بوابة أثينا أرتشيجيتيس موجودة في الجزء الشرقي من الأغورا اليونانية، في أثينا ويعتبر أنه أكثر معلم بارز بعد برج الرياح.
بُني في عام 11 ق.م عن طريق التبرعات من يوليوس قيصر و أغسطس قيصر، البوابة مصنوعة من أربعة عواميد بالنظام الدوريسي وقاعدة من الرخام من جبل بينديلي.

## وصلات خارجية
- www.greece-athens.com